# Cratere Beloha
Beloha  è un cratere sulla superficie di Marte.